# آبشار یلالا
آبشار یلالا (به انگلیسی: Yellala Falls) آبشاری است که در جمهوری دموکراتیک کنگو واقع شده و ارتفاع کلی ریزشگاه آن ۲۰۰ متر است.
این آبشار نخستین بار توسط کاوشگری بنام دیوگو کائوی پرتغالی در سال ۱۴۸۵ کشف شد و در زمان کشف این آبشار روی سنگی در نزدیکی آبشار متنی را از خود بجای گذاشت.

Aqui chegaram os navios do esclarecido rei D.João II de Portugal - Diogo Cão, Pero Anes, Pero da Costa

کشتی‌های مجلل جان دوم شاه پرتغال به اینجا رسیدند - دیوگو کائو، پرو آنس، پرو دا کوستا

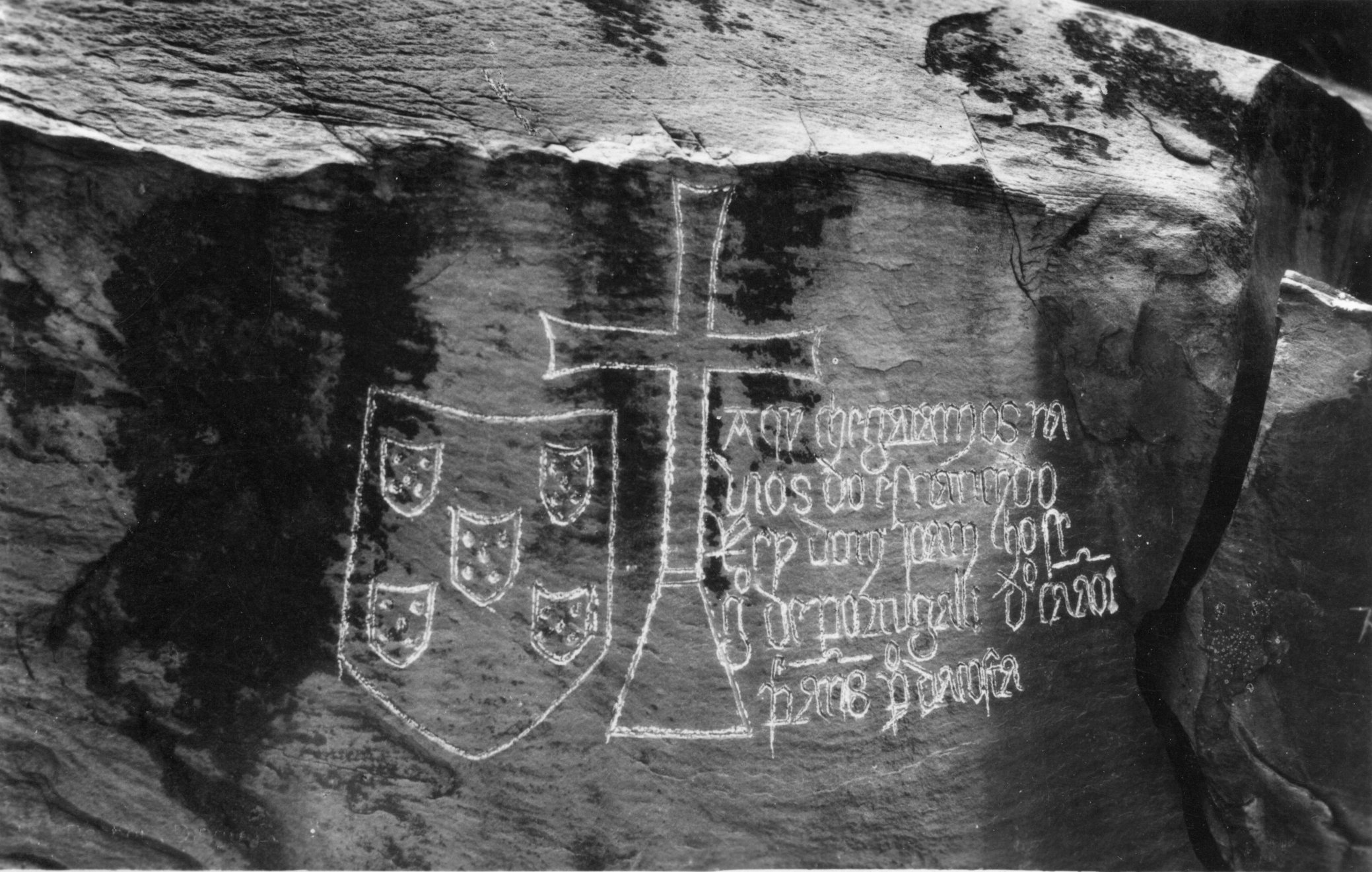
سنگ نبشته یلالا که تاریخ کشف این منطقه توسط پرتغالی‌ها بوسیله دیوگو کائو در سال ۱۴۸۵ حک شده‌است